# Tunnel von Engaña
Der Tunnel von Engaña ist ein fast 7 km langer Eisenbahntunnel durch das Kantabrische Gebirge in Spanien. Er war Teil der nie fertiggestellten strategischen Bahnstrecke Santander–Valencia, deren Nordteil von der Compañía del Ferrocarril Santander–Mediterráneo gebaut wurde.
Das nördliche Tunnelportal befindet sich bei Vega de Pas in Kantabrien, das Südportal bei Merindad de Valdeporres in der Provinz Burgos. Der Bau des Tunnels wurde 1941 begonnen, musste aber 1961 in Folge von wirtschaftlichen und finanziellen Problemen eingestellt werden. Während des Baus war er der längste Tunnel, der vollständig auf dem Territorium Spaniens lag (der 1915 eröffnete Somporttunnel über die Grenze nach Frankreich war länger).